# 庄山悦彦
庄山 悦彦（しょうやま えつひこ 1936年3月9日 - 2020年6月5日）は、日本の実業家。位階は従三位。勲等は旭日大綬章。
株式会社日立製作所社長（第7代）、社団法人日本経済団体連合会副会長、株式会社日立製作所会長、日本赤十字社監事、公益社団法人発明協会会長などを歴任した。

## 経歴
- 1936年 - 新潟県高田市（現上越市）生まれ[1]
- 1954年 - 新潟県立高田高等学校卒業[2]
- 1959年 - 東京工業大学理工学部電気工学科卒業
- 1959年 - 日立製作所入社、日立工場配属
- 1985年 - 同社国分工場長[3]
- 1987年 - 同社栃木工場長[3]
- 1990年 - 同社リビング機器事業部長
- 1991年 - 同社取締役 AV機器事業部長[3]
- 1993年 - 同社常務取締役 家電事業本部長[3]
- 1995年 - 同社専務取締役 家電・情報メディア事業本部長[3]
- 1997年 - 同社代表取締役取締役副社長[3]
- 1999年 - 同社代表取締役取締役社長[3]
- 2003年 - 同社取締役代表執行役執行役社長[3]
- 2006年 - 同社取締役代表執行役執行役会長[3]
- 2007年 - 同社取締役会長[3]
- 2009年 - 同社取締役会議長[3]
- 2009年 - 同社相談役[3][4]
- 2015年 - 春の叙勲で旭日大綬章受章[5]
- 2016年 - 同社名誉相談役[3]
- 2020年6月5日 - 死去[6]。84歳没。政府は死没日をもって従三位に叙した[7][8]。

## その他の役職
- 2003年 - 2007年 - 日本経済団体連合会副会長[9]
- 2004年 - 2006年 - 保健医療福祉情報システム工業会会長[10]
- 2005年 - 2009年 - 総務省情報通信審議会会長
- 2006年 - 2008年 - 総合科学技術会議議員[9]
- 2007年 - 2013年 - ものつくり大学会長[9]
- 2008年 - 2014年 - 蔵前工業会理事長[11]
- 2009年 - 2019年 - ファインセラミックスセンター会長[9]
- 2009年 - 2017年 - 機械振興協会会長[9]
- 2012年 - 2015年 - 春光会会長、春光懇話会会長[12]
- 2012年 - 2016年 - 公益社団法人発明協会会長[9]